# Niphona grisea
Niphona grisea là một loài bọ cánh cứng trong họ Cerambycidae.